# Sarit Thanarat

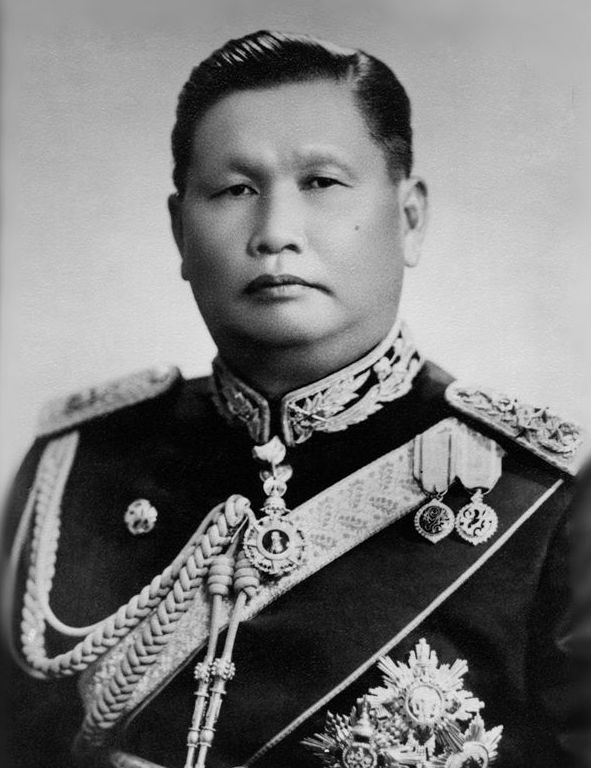
Sarit als General

Sarit Thanarat (thailändisch สฤษดิ์ ธนะรัชต์, Aussprache: [sàʔrít tʰáʔnáʔrát], zeitgenössisch auch als Srisdi Dhanarajata transkribiert; * 16. Juni 1908 in Bangkok; † 8. Dezember 1963 ebenda) war ein thailändischer Heeresoffizier und Politiker. Nach 1954 war er Oberkommandierender des Heeres, ab 1956 im Rang eines Feldmarschalls. Nach einem Putsch war er von 1959 bis zu seinem Tod Ministerpräsident des Landes. Sarit regierte Thailand autoritär, ließ Kommunisten und andere politische Gegner verfolgen. Andererseits förderte er die Entwicklung des Landes, das unter seiner Führung ein rasantes Wirtschaftswachstum nahm. Die Regierung Sarits kann als Entwicklungsdiktatur charakterisiert werden.

## Herkunft

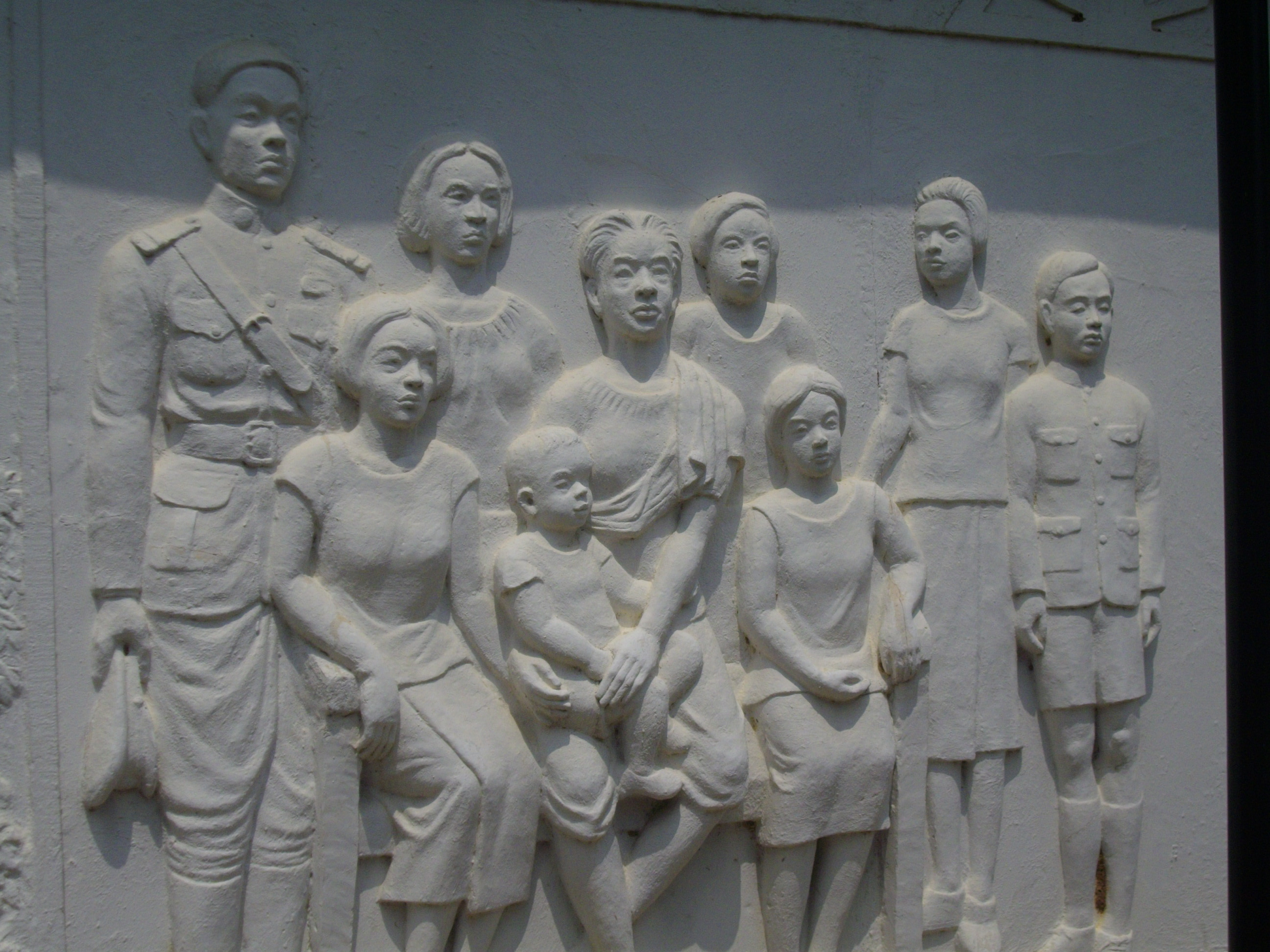
Relief, das Sarit als Kind mit seiner Familie zeigt, am Denkmal in Khon Kaen

Sarit wurde als Sohn von Major Luang Rueangdechanan (bürgerlich Thongdi Thanarat) und Chanthip Thanarat geboren. Seine Kindheit verbrachte er zunächst in der Provinz Mukdahan, an der Grenze zu Laos. Hier war die Heimat seiner Mutter, die laotischer Abstammung war. Die Verbindung zum laotischsprachigen Isan (Nordostthailand) brachte ihm bleibende Sympathien in der wirtschaftlich rückständigen und bis dahin politisch benachteiligten Region. Ein laotischer Neffe 2. Grades von Sarit war Phoumi Nosavan, der später General und Anführer der Rechten im Laotischen Bürgerkrieg wurde.

## Militärkarriere
Mit elf Jahren kam Sarit auf die Militärschule. Nach seinem Abschluss von der Chulachomklao-Militärakademie wurde er 1928 zum Leutnant ernannt und diente in einem Infanteriebataillon der königlichen Leibgarde. Im Jahr 1933 war Sarit an der Niederschlagung der Boworadet-Rebellion beteiligt.
Im Januar 1942, während Thailands Beteiligung am Zweiten Weltkrieg, wurde er zum Kommandeur des 33. Infanteriebataillons im 12. Infanterieregiment der Nordarmee ernannt. Mitte des Jahres 1942 war er im Rahmen des Burmafeldzugs mit der Bekämpfung von Unruhen am Salween, dem Grenzfluss zwischen Thailand und Birma, betraut. Er machte sich einen Namen als fähiger und strenger Befehlshaber seiner Truppen, der keine Skrupel hatte, gefangengenommene feindliche Agenten standrechtlich exekutieren zu lassen. Das 33. Bataillon war an der Eroberung des burmanischen Shan-Staats beteiligt und wurde der 3. Division unter General Phin Choonhavan unterstellt. Später bekam Sarit das Kommando über ein Maschinengewehrbataillon in Lampang in Nordthailand und wurde im April 1945 schließlich Militärbefehlshaber dieser Provinz.
Im November 1947 spielte er, als 39-jähriger Oberst und Kommandeur des Ersten Regiments der Ersten Heeresdivision, eine entscheidende Rolle beim Putsch, der zur Rückkehr zur Militärherrschaft unter Feldmarschall Phibunsongkhram (Phibun) führte. Anschließend beschleunigte sich seine Karriere noch. 1948 wurde er Generalmajor und Befehlshaber der in der Hauptstadt Bangkok stationierten Ersten Division. In dieser Position war er zuständig für die Bekämpfung des Generalstabsputsches 1948 und der Palastrebellion von Pridi Phanomyong 1949. Im Jahr darauf wurde er Generalleutnant und erhielt den Befehl über die strategisch bedeutende Erste Armeeregion. 1951 wurde er Stellvertreter des Oberkommandierenden des Heeres. Er war verantwortlich für das brutale Vorgehen der Truppe gegen den „Manhattan-Putsch“ von Marineoffizieren 1951. Anschließend übernahm er das Kommando über die Chulachomklao-Militärakademie, deren Lehrplan er nach dem Vorbild der United States Military Academy in West Point reformierte.

## „Triumvirat“ (1951–57)
Im Dezember 1951 wurde er nach dem „Radioputsch“, der die Kontrolle des Militärs über die Politik noch verstärkte, stellvertretender Verteidigungsminister in Phibuns Regierung. In den folgenden Jahren hielt er in einer Art Triumvirat mit Phibunsongkhram und Polizeigeneral Phao Siyanon die Macht in den Händen. 1952 erhielt er den Rang eines Generals. 1954 wurde er als Nachfolger Phin Choonhavans Oberbefehlshaber der Landstreitkräfte. 1955 wurden ihm die Ränge Admiral und Luftwaffengeneral verliehen, 1956 der des Feldmarschalls. Mit 47 Jahren war er der jüngste Träger dieses Rangs seit der Revolution von 1932 und der jüngste überhaupt, der kein Abkömmling der Königsfamilie war.
Ab den 1950er-Jahren engagierte sich Sarit auch wirtschaftlich stark. Nach seinem Tod wurde sein Vermögen auf 150 Millionen US-Dollar geschätzt, wovon er 30 Millionen aus dem Staatshaushalt veruntreut haben soll. Als Ministerpräsident Phibun 1955 wieder Parteien zuließ und selbst die Seri-Manangkhasila-Partei gründete, bildete Sarit in dieser einen Flügel, mit dem er seine Machtbasis absichern wollte, und wurde stellvertretender Vorsitzender der Partei. Er beteiligte sich jedoch nur widerwillig an der Parteipolitik und forderte die ihm unterstellten Truppen auch nicht zur Wahl der Partei auf.

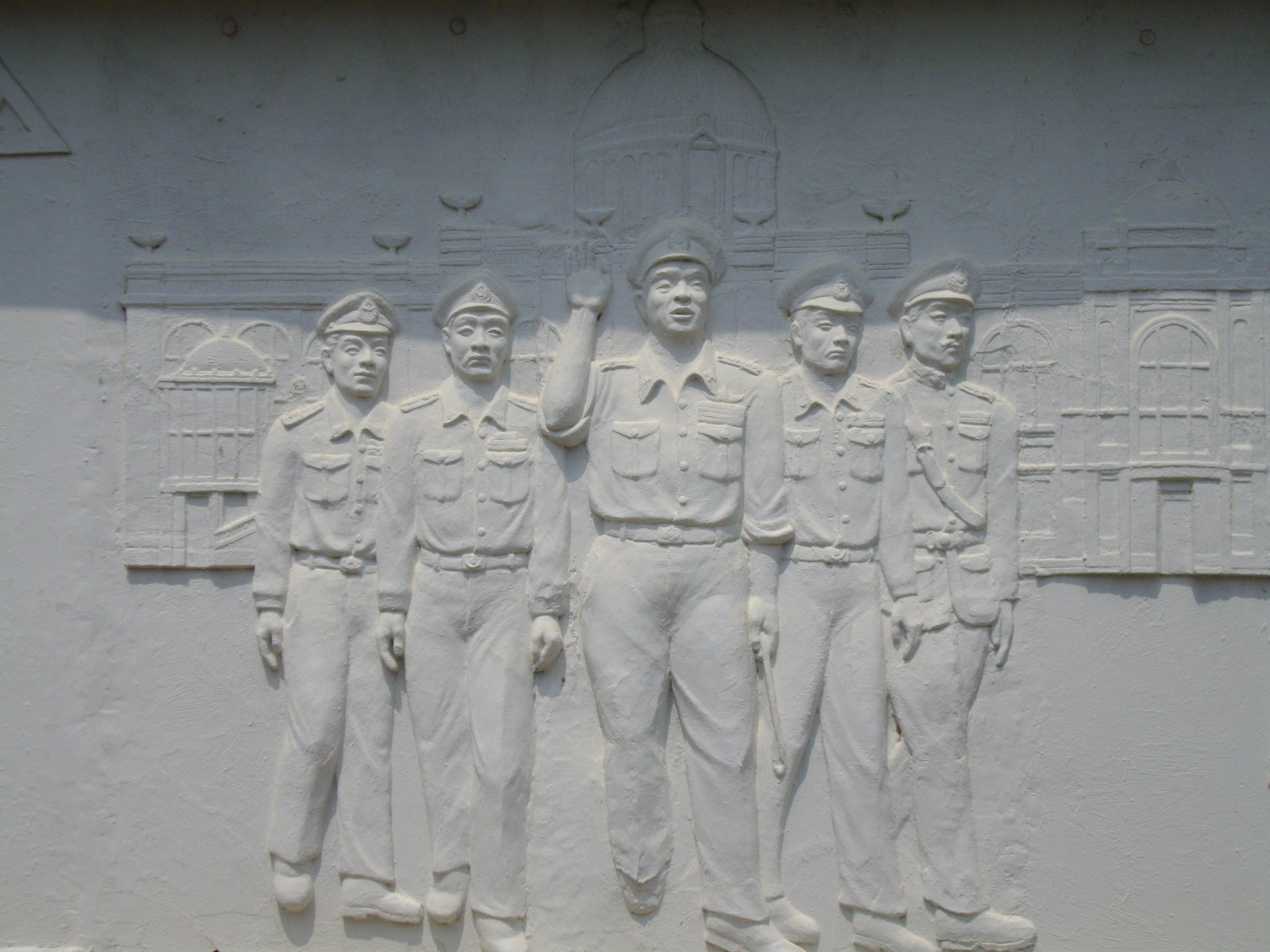
Relief zum Putsch 1957 am Denkmal für Sarit in Khon Kaen

Nach der manipulierten Wahl im Februar 1957 (infolge derer er zum Verteidigungsminister ernannt worden war) und Korruptionsskandalen ging Sarit auf Distanz zu Phibun und schloss sich den Protesten gegen den Ministerpräsidenten und Polizeichef Phao an. Im August trat er als Verteidigungsminister zurück und aus der Seri-Manangkhasila-Partei aus. Im September setzte er der Regierung ein Ultimatum zum Rücktritt.

## Putsch und „Revolution“ (1957–58)
Am 16. September 1957 putschte er gegen Phibuns Regierung. Der Staatsstreich wurde von einem breiten Bündnis von Gegnern der Phibun-Regierung mitgetragen, dem Studenten, Demonstranten der „Hyde Park“-Bewegung, der Palast, und die oppositionelle Demokratische Partei angehörten. Er setzte zunächst den parteilosen Diplomaten Pote Sarasin als Ministerpräsidenten ein und ließ im Dezember Neuwahlen abhalten. Bei dieser enttäuschte die Sarit unterstützende „Unionisten-Partei“ (Sahaphum) jedoch. Er gründete die „National-Sozialistische Partei“ (Chat Sangkhomniyom), um die Unterstützung zuvor unabhängiger Abgeordneter für die Regierung zu gewinnen. Pote stellte sich nicht mehr als Regierungschef zur Verfügung und Sarit machte seinen Zögling und Verteidigungsminister Thanom Kittikachorn zum Premier.
Sarit musste sich zur Behandlung einer Leberzirrhose nach England begeben. Thanoms Regierung bekam das Land nicht stabil in den Griff und schlug vergeblich höhere Zölle und Steuern vor. Nach seiner Rückkehr aus England übernahm Sarit am 20. Oktober 1958 selbst die Macht. Er setzte die Verfassung außer Kraft, stellte das Land unter Kriegsrecht und regierte mittels Erlassen seines „Revolutionsrates“.
Die Idee, die Machtübernahme als „Revolution“ zu bezeichnen, stammte von Wichit Wichitwathakan. Dieser war zuvor bereits der Chefideologe und -propagandist von Phibun gewesen. Er schrieb nun Sarits Reden und entwickelte die Ideologie seines Regimes um die Begriffe kan phatthana („Entwicklung“) und khwam riap-roi („Ordnung und Anständigkeit“).
Sarit erließ Dekrete gegen den Handel mit Opium, der unter der Vorgängerregierung dank der Protektion des Polizeichefs Phao floriert hatte, und gegen die Prostitution. Prostituierte ließ er in Besserungsanstalten bringen, wo sie ausgebildet und auf ein „anständiges“ Leben vorbereitet werden sollten. Er ordnete gleichfalls ein hartes Durchgreifen gegen Klein- und Bandenkriminelle an. Als „Ganoven“ (anthaphan) verdächtigte Männer wurden massenweise verhaftet und ebenfalls in Korrektionsanstalten verbracht. Außerdem verbannte er die Fahrradrikschas, die zumeist von jungen Wanderarbeitern aus dem ländlichen Nordosten gefahren wurden, aus der Hauptstadt, weil er sie als „unordentlich“, schädlich für die Volkswirtschaft und die Gesundheit der Fahrer selbst ansah. Sarit ließ regelmäßig die Straßen der Hauptstadt reinigen, Bettler vertreiben oder verhaften, Straßenhunde töten und Leprakranke isolieren und verhängte Geldbußen gegen das Wegwerfen von Abfall auf die Straße. Er leitete persönlich die Ermittlungen in einer Reihe von Brandstiftungsfällen im November und Dezember 1958. Die mutmaßlichen Täter verurteilte er, nachdem er sie verhört hatte, auf der Stelle und ohne gerichtliches Verfahren zum Tode und ließ sie öffentlich hinrichten.

## Amtszeit als Ministerpräsident (1959–63)

Sarit als Ministerpräsident in Zivil

Am 28. Januar 1959 ließ Sarit eine Übergangsverfassung (genannt „Satzung über die Verwaltung des Königreichs“) mit 20 Artikeln in Kraft setzen. Der wichtigste darunter war Artikel 17, in dem stand:

„Wann immer der Ministerpräsident es zur Unterbindung von Handlungen, seien sie inneren oder ausländischen Ursprungs, die die Sicherheit des Königreichs oder des Throns untergraben oder Recht und Ordnung gefährden, als angemessen erachtet, ist der Ministerpräsident ermächtigt, per Beschluss des Ministerrats Anordnungen zu erlassen oder entsprechende Schritte zu ergreifen. Solche Anordnungen oder Schritte gelten als rechtmäßig.“

Dieser Artikel verlieh dem Regierungschef somit praktisch uneingeschränkte Vollmachten und legte die Grundlage für seine diktatorische Herrschaft. Am 9. Februar 1959 ernannte König Bhumibol Adulyadej Sarit zum Ministerpräsidenten.

### Charakterisierung und Regierungsstil
Sarit gehörte nicht der Gruppe der „Förderer“ der Revolution von 1932 an, deren Politiker und Militärführer die Politik des Landes von 1932 bis 1957 prägten. Sie hatten zumeist in Europa studiert und wollten Thailand kulturell und gesellschaftlich modernisieren. Sarit verfolgte dagegen eine politische Philosophie, die sich auf traditionell-thailändische Werte und Institutionen stützte und ausländische Vorbilder und Ideen ablehnte. Demokratische Institutionen nach westlichem Vorbild, wie politische Parteien, Gewerkschaften und freie Presse, die sein Vorgänger Phibun zu Ende seiner Herrschaft ab 1955 eingeführt hatte, schaffte Sarit wieder ab. Er ging aber noch weiter und hob sogar die Verfassung auf, löste das Parlament auf und ließ keine Wahlen mehr abhalten. Sarit setzte aber auch den von Phibun eingeführten Beschränkungen ein Ende, die chinesischstämmige Geschäftsleute im Wirtschaftsleben diskriminierten, und förderte marktwirtschaftliches Unternehmertum statt der von seinem Vorgänger bevorzugten Staatsunternehmen.
Der australische Wirtschaftswissenschaftler und Südostasienexperte Thomas Silcock beschrieb Sarits Charakter als „Mischung aus skrupellosem Gangster, traditionellem großzügigen orientalischen Despoten und gewieftem Kenner mit Sachverstand.“ Sarits paternalistischer Stil, der zugleich autoritär und wohlwollend sein konnte, sprach einfache Thailänder an. Sarit besuchte auch noch als Premierminister abgelegene Landesteile, schlief in Zelten und suchte das Gespräch mit den Menschen dort. Das diente nicht nur der Werbung für sich, Sarit wollte sich auf aus erster Hand über die Bedürfnisse der Bevölkerung informieren, um Unzufriedenheit mit der Regierung vorzubeugen. Der thailändische Politikwissenschaftler Thak Chaloemtiarana, der Sarit und seiner Herrschaft 1979 eine ausführliche Studie gewidmet hat, bezeichnete dessen Regierungsprinzip als „despotischen Paternalismus“. Er verwendet für Sarits Führungsstil außerdem den Begriff pho khun („väterlicher Herrscher“), eine Bezugnahme auf den Titel der Könige des frühen thailändischen Reichs Sukhothai im 13. Jahrhundert.
Sarits Charakter wird oft mit dem Begriff nak-leng beschrieben, der im Thailändischen einen harten, wagemutigen, entscheidungsfreudigen und männlichen Anführer bezeichnet, der seinen Freunden und Untergebenen gegenüber gütig und großzügig ist, seinen Feinden aber mit Erbarmungslosigkeit begegnet. Insbesondere im ländlichen Thailand wird dieser Führungstypus als ein Ideal angesehen. Auch privat verkörperte Sarit Eigenschaften, die in Thailand als typisch männlich gelten: So sprach er stark dem Alkohol zu und hielt zahlreiche Konkubinen aus, darunter waren angeblich mehrere Siegerinnen und Finalistinnen von Miss Thailand und anderen Schönheitswettbewerben sowie Filmsternchen.

### Außenpolitik
Sarit führte das enge Bündnis Thailands mit den USA fort und vertiefte dieses sogar noch. Das Land war einer der wichtigsten Partner im proamerikanischen und antikommunistischen Bündnis SEATO. Dagegen beendete er die unter Phibun und Phao begonnene außenpolitische Öffnung gegenüber der Volksrepublik China.
Im Dezember 1959 unterstützte Sarit den Putsch seines Neffen 2. Grades, General Phoumi Nosavan, in Laos. Sarit nutzte seine guten Beziehungen zu den Vereinigten Staaten, um diese zur Unterstützung Phoumis zu drängen. Dadurch wollte er den Einfluss Thailands auf das Nachbarland verstärken. Ab 1961 lud Sarit die US-Streitkräfte ein, Luftwaffenstützpunkte und Marinebasen in Thailand als Ausgangspunkte für deren Einsätze in Vietnam und Laos während des Zweiten Indochinakriegs zu errichten und zu nutzen. Im Gegenzug erhielt Thailand jährliche Militärhilfen im Wert von durchschnittlich 1 Milliarde Baht (40 Millionen US-Dollar), was 12 % des Werts der damaligen Exporteinnahmen des Landes entspricht. Außerdem unterzeichneten die beiden Außenminister Thanat Khoman und Dean Rusk in Washington, D.C. ein informelles Communiqué („Rusk-Thanat-Abkommen“), in dem die USA Thailand über die multilateralen Verpflichtungen innerhalb der SEATO hinaus Unterstützung und Schutz vor jeglicher kommunistischer Aggression versprachen.
Sarit erhoffte sich auch wirtschaftliche Vorteile, da die USA einen Ausbau der Infrastruktur in den Regionen um diese Basen finanzierten, was einen Boom für die thailändische Bauwirtschaft mit sich brachte. Thailand, insbesondere die Hauptstadt Bangkok, wurde als Gebiet für Rest & Recreation (R&R „Erholung und Entspannung“) der in Südostasien stationierten US-Soldaten ausgewiesen, was eine Grundlage für die heutige Bedeutung der Tourismusindustrie des Landes legte, aber auch eine Ausweitung der Prostitution (oberflächlich kaschiert hinter der Fassade von Nachtclubs, Massagesalons usw.) mit sich brachte, was im Widerspruch zu Sarits Illegalisierung des Sexgewerbes stand.

### Innenpolitik
Unter seiner Führung angestoßene Entwicklungsprojekte für die ländlichen Regionen trugen zu seiner Beliebtheit in der Provinz bei. Entwicklung (thailändisch kan phatthana) war Sarits Motto, von dem er geradezu besessen war. Hierin zeigte sich wohl auch sein vom traditionellen Buddhismus beeinflusster Glaube, dass sich im Wohlergehen und wirtschaftlichen Erfolg des Volkes die religiösen Verdienste des Herrschers zeigen. Tatsächlich war das Wirtschaftswachstum während der Sarit-Thanom-Ära enorm: Mit durchschnittlich 7 % Zunahme des Bruttosozialprodukts pro Jahr gehörte Thailand, auch im Vergleich mit anderen Entwicklungsländern, zur weltweiten Spitzengruppe. Die Industrialisierung bzw. der Ausbau des Dienstleistungssektors schritt erheblich voran. 1970 trug die Landwirtschaft nur noch zu 30 % zur nationalen Wirtschaftsleistung bei, im Vergleich zu über 50 % Anfang der 1950er-Jahre. Sarit präsentierte sich als Kind der ländlichen Nordostregion (Isan), auch wenn sein Vater ein zentralthailändischer Offizier gewesen war. Als Premier initiierte er politische Programme, die bei der Lösung des „Nordost-Problems“ helfen sollten. Damit wollte er verhindern, dass sich die in der wirtschaftlichen Rückständigkeit der Region begründete politische Unzufriedenheit der Nordostthailänder in separatistischen oder kommunistischen Bestrebungen auswirken könnte.
Der Premier betrieb einen starken Ausbau des Bildungssektors. Die Schulpflicht wurde 1960 von vier auf sieben Jahre erweitert. Der Anteil der Jugendlichen, die weiterführende Schulen besuchte, erhöhte sich zwischen 1958 und 1962 um 69 %. Die Ausbildung neuer Lehrer nahm um 79 % zu. Unter Sarit wurden die bis dahin ausschließlich auf Kunst bzw. Landwirtschaft spezialisierten Universitäten (Silpakorn- und Kasetsart-Universität) 1962 zu Volluniversitäten aufgewertet. Außerdem stieß Sarit, im Sinne seiner Entwicklung der Provinz, die Gründung der ersten Universitäten außerhalb von Bangkok an: im Norden die Universität Chiang Mai und im Nordosten die Universität Khon Kaen.
Sarit war, im Gegensatz zu seinem Vorgänger Phibunsongkhram, ein glühender Royalist. Er hatte ausgezeichnete Beziehungen zum jungen König Bhumibol Adulyadej. Die beiden ergänzten sich: Einerseits konnte Sarit die Legitimität seiner Herrschaft aus der Unterstützung des Königs herleiten; zum anderen gab er der Monarchie wieder eine Bedeutung in der Öffentlichkeit, wie sie sie seit dem Ende der absoluten Monarchie 1932 nicht mehr gehabt hatte. Diese aktivere Rolle hat sie bis heute behalten. Er sah den Monarchen als Unterstützer und wichtigsten Verbündeten und – anders als Phibun – nicht als potentielle Bedrohung seiner Herrschaft. Der Premier und der König teilten die Begeisterung für ländliche, wirtschaftliche und Infrastrukturentwicklung und Sarit überließ Bhumibol die Schirmherrnrolle in wichtigen Projekten, was zu dessen Verehrung durch die Bevölkerung beitrug. Während Sarits Regierungszeit wurden aufwändige royale Veranstaltungen, die mit dem Übergang zum Konstitutionalismus abgeschafft worden waren, wie die Kathin-Zeremonie und die königliche Barkenprozession wieder eingeführt. 1960 verlegte Sarit den Nationalfeiertag vom Jahrestag der „Siamesischen Revolution“ auf den Geburtstag des Königs. Er regte Bhumibol und Königin Sirikit zu ausführlichen Reisen in die verschiedenen Landesteile sowie zu einer Serie von Staatsbesuchen in Europa und Nordamerika an. Diese sollten nicht nur zur Beliebtheit des Königspaars, sondern auch zur Verbesserung der Reputation des Regimes im In- und Ausland beitragen.
Sarit hing der symbolischen Dreiheit von Nation, Religion und Monarchie an. Seinen autoritär-paternalistischen Führungsstil übertrug er auch in die buddhistische Mönchsgemeinschaft (Sangha) Thailands. Infolge einer (im Kern bis heute geltenden) Novelle des Gesetzes über den buddhistischen Orden (Sangha-Gesetz) von 1962 wurde diese zentralistisch und streng hierarchisch reorganisiert und einheitlich dem nationalen Obersten Patriarchen unterstellt. Er ließ Mönche in die Grenzprovinzen und zu den Bergvölkern entsenden, um für den Buddhismus zu missionieren und bei der Umsetzung der Entwicklungsprogramme der Regierung zu helfen. Damit sollten sie zugleich der Verbreitung von kommunistischem Gedankengut vorbeugen. Andererseits ließ er Mönche verfolgen, denen Nähe zum Kommunismus nachgesagt wurde, oder die die Zentralisierungspolitik ablehnten.

## Tod und Erbe
Feldmarschall Sarit Thanarat starb am 8. Dezember 1963. Er ist der einzige thailändische Premierminister, der das Amt bis zu seinem Tod innehatte. König Bhumibol hatte ihn noch am Sterbebett besucht und die Hand auf seine Stirn gelegt, was als Zeichen des Segens, der Nähe und größten Respekts gewertet wurde. Er ordnete eine offizielle Trauerzeit von 21 Tagen an, was es nie zuvor für einen Politiker gegeben hatte. Seine Leiche wurde 100 Tage lang aufgebahrt, bevor sie in einer vom König geleiteten Zeremonie eingeäschert und in einer goldenen Urne unter einem fünffachen Schirm bestattet wurde.
Zur Vermeidung von Nachfolgestreitigkeiten ernannte der König bereits einen Tag nach dem Tod Sarits dessen Stellvertreter und Protégé Feldmarschall Thanom Kittikachorn zum neuen Ministerpräsidenten. Dieser führte, gemeinsam mit seinem Stellvertreter General Praphas Charusathien, der ebenfalls ein Günstling Sarits gewesen war, dessen autoritäre Herrschaft, proamerikanische und antikommunistische Politik sowie Förderung der wirtschaftlichen Entwicklung fort, bis sie durch den Volksaufstand im Oktober 1973 gestürzt wurden.
Nach Sarits Tod stellte sich heraus, in welchem Umfang er sich bereichert hatte. So hinterließ er neben einer Brauerei und 51 Privatautos ein Vermögen von 150 Millionen US$ und Landbesitz von 3200 Hektar, davon waren viele Grundstücke als Geschenke an zahlreiche Mätressen gedacht. In Zeitungsberichten nach seinem Tod wurden über 80 Frauen aufgeführt, von denen behauptet wurde, Sarits Geliebte oder „Nebenfrauen“ gewesen zu sein. Im November 1964 beschloss das Kabinett, umgerechnet 32 Millionen US-Dollar, die Sarit aus öffentlichen Mitteln, vor allem aus dem staatlichen Lotteriemonopol, veruntreut haben soll, wieder einzuziehen.

## Nachwirkung

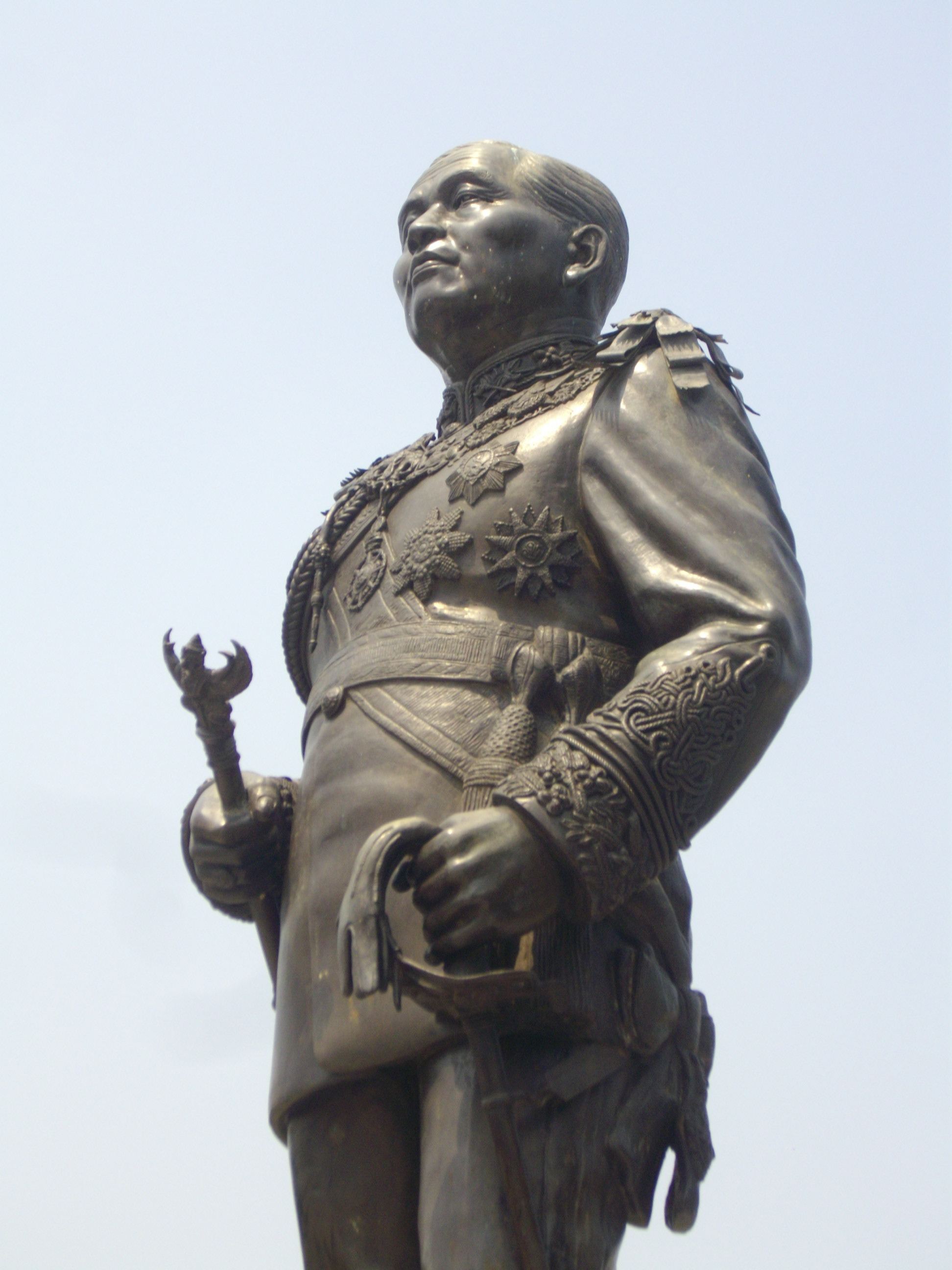
Denkmal für Sarit Thanarat in Khon Kaen

In der nordostthailändischen Provinzhauptstadt Khon Kaen wurde 1984 ein Denkmal zu Ehren Sarits errichtet. Die Stadt profitierte stark von seiner Entwicklungspolitik, wurde nach seinen Plänen in den 1960er-Jahren weitgehend neu gebaut und entwickelte sich zu einer inoffiziellen Hauptstadt der Nordostregion. Das Denkmal besteht aus einem lebensgroßen Standbild sowie einer 1993 hinzugefügten Reihe von Basreliefs, die Szenen aus dem Leben des Feldmarschalls illustrieren. Es ist in dieser Form das einzige Denkmal für einen thailändischen Ministerpräsidenten. Anders als vergleichbare Denkmäler von Lokalhelden, Schutzpatronen (allen voran das Denkmal der Thao Suranari in Nakhon Ratchasima) sowie Stadt- oder Universitätsgründern in anderen thailändischen Provinzen, zieht es jedoch kaum Verehrer an.
Eine kritische Auseinandersetzung erfuhr die Politik Sarits in einer ausführlichen Studie des Politikwissenschaftlers Thak Chaloemtiarana unter dem Titel „Thailand: The Politics of Despotic Paternalism“, die 1979 veröffentlicht wurde. Sie gilt als ein Standardwerk der thailändischen Politikwissenschaft.
Darüber hinaus wird die Rolle Sarits in der thailändischen Öffentlichkeit bis heute oft unkritisch oder sogar positiv bewertet. Beispielsweise schrieb der ehemalige Präsident der thailändischen Notenbank, Pridiyathorn Devakula, 2009 in einer Kolumne für die Zeitung The Nation, dass er sich nach den „einflussreichen Persönlichkeiten“ sehnte, die Thailand in den „guten alten Zeiten“ geführt hätten, wozu er ausdrücklich Feldmarschall Sarit zählte.